# Abdelmajid Lakhal
Abdelmajid Lakhal, anche traslitterato ʿAbd al-Majid o Abdel Majid (Biserta, 29 novembre 1939 – 27 settembre 2014), è stato un regista e attore tunisino.

## Biografia
Nato a Biserta il 29 novembre 1939, passa la sua infanzia e la giovinezza a Hammam-Lif.

## Attività artistica

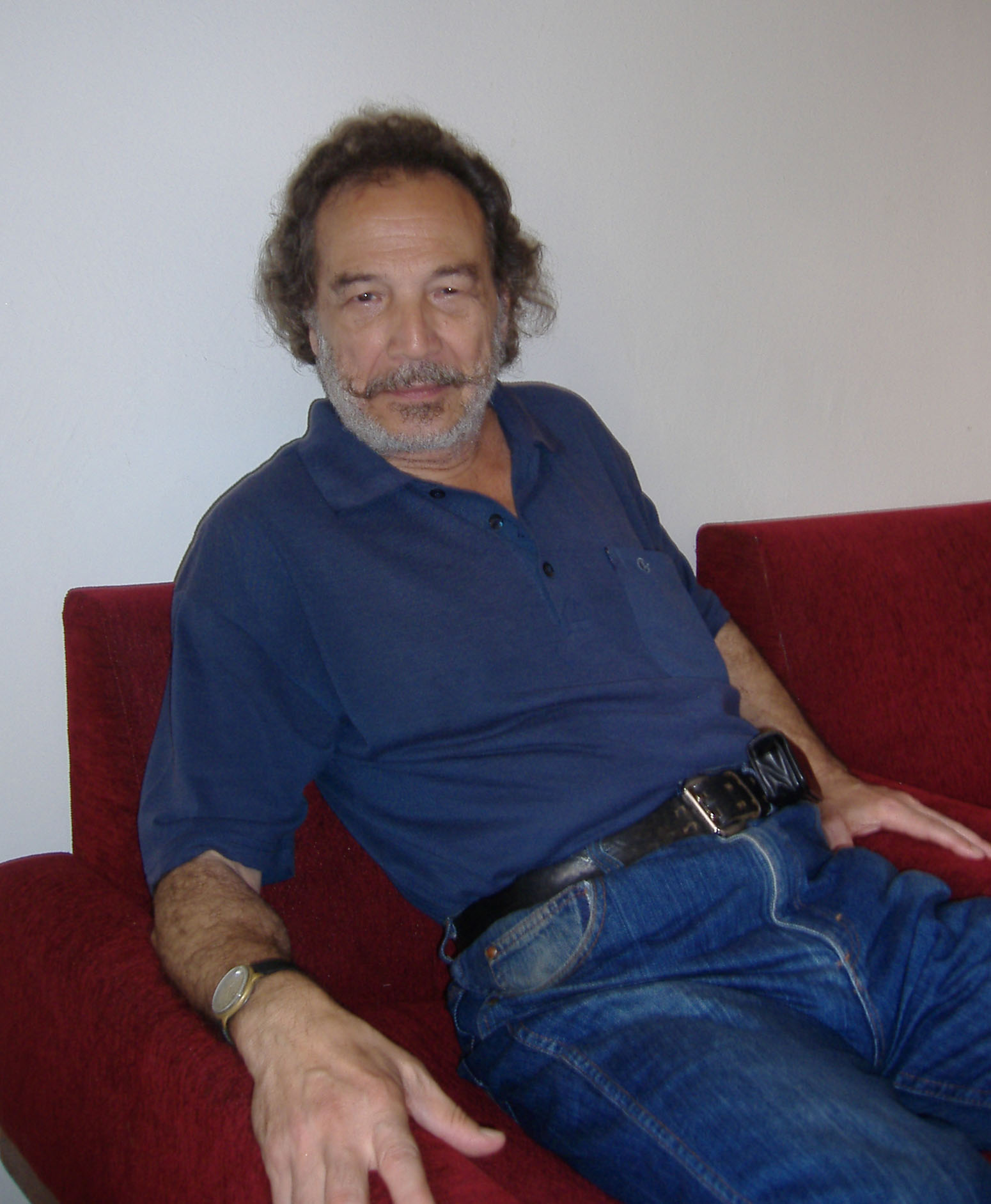
Abdelmajid Lakhal durante un momento di relax, 2007

Ricopre il suo primo ruolo nel 1948, a soli nove anni, in Khātimat al-naffāf ("La fine di un morfinomane"). A sedici anni sboccia la passione per il teatro: partecipa alla creazione del Gruppo Teatrale Jeunes Comédiens, nell'ambito del Circolo studentesco di Hammam-lif. Nel 1960 entra ufficialmente nel Conservatorio Nazionale di teatro, Musica e Danza di Tunisi, dove resta per tre anni. Nel 1964 adempie gli obblighi militari. Nel 1965 dirige George Dandin o il marito confuso di Molière con la compagnia al-Nuhūd di Tunisi.
Nel 1966-67 lavora alla messa in scena di Flaminio (Robert Merle), di Yerma (Federico García Lorca) e de Il Maresciallo (da Le Bourgeois Gentilhomme di Molière). Nel 1968 è la volta dell'Amleto ad Hammamet, come assistente alla regia di Ali Ben Ayed. È del 1971 la sua prima regia professionistica, con Otto Donne di Robert Thomas. Nel 1974 è impegnato nella regia de Il mercante di Venezia di William Shakespeare.

### Televisione
Le prime trasmissioni televisive in Tunisia hanno avuto luogo nel 1966.
- Il quarto attore ne Il quarto attore di N. Kasbaoui.
- Valère ne Il medico per forza di Molière
- Valère ne L'avaro di Molière[si tratta di trasmissioni televisive tunisine o di altro?]
- Napoleone Bonaparte in Interdit au public di Jean Marsan
- Abdelmajid in J'avoue di Hamadi Arafa.
- Il leader Habib Bourguiba in Histoire d'un poème di Ibn El Ouaha
- Ziyada in Ziyādatu llāh III di Khalifa Stambouli

### Cinema

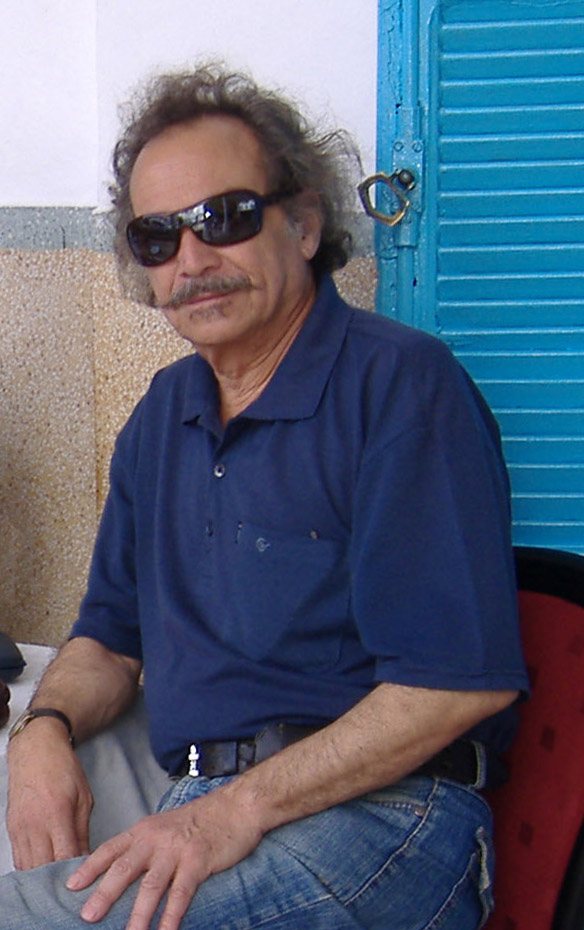
Abdelmajid Lakhal durante un'intervista, all'Hotel Saint Georges a Tunisi, 2006

- 1975: Il Fariseo dell'adultera, ne Il messia di Roberto Rossellini
- 1976: Lo Zelota in Gesù di Nazareth di Franco Zeffirelli
- 1976: Il fratello in Fatma 75 di Salma Baccar
- 1979: L'interno in Aziza di A. Ben Ammar
- 1981: L'ultimo del villaggio in Mirages di H. Bouassida
- 1987: Il Commissario ne La morte in faccia di M. Dammak
- 1990: Prima Guardia di Sedeq in Un bambino di nome Gesù di Francesco Rosi
- 1991: Mansur in Le vent des destins di A. Jemai
- 1993: Said in Echec et Mat di R. Ferchiou
- 2000: Il Comandante in Une Odyssée di B. Babai
- 2011: Il medico, in Il principe del deserto, di Jean-Jacques Annaud
- 2013: Chouk El Yasmine, di Rachid Ferchiou

### Teatro
Gli ultimi lavori di Lakhal a teatro sono l'adattamento de Le baruffe chiozzotte di Carlo Goldoni (Baruf à Chioggia - El Khsuma) nel 2000 e 2001 e la rappresentazione di al-Nawres (Il gabbiano) di Anton Čechov nel 2005. Entrambi gli spettacoli hanno iniziato la tournée al Festival Internazionale di Cartagine per poi passare al teatro municipale di Tunisi.
Da tempo si era ritirato a vita privata, anche a causa di precarie condizioni di salute. Abdelmajid Lakhal è morto il 27 settembre 2014; è stato sepolto il giorno stesso al cimitero di Boukornine, a Hammam Lif.

## Riconoscimenti e onorificenze
- 1983: 1º premio come attore protagonista al Festival delle Televisioni Arabe
- 1989: Ufficiale al Merito